# Chris Thompson (Engels zanger)
Chris Thompson, geboren als Christopher Hamlet Thompson (Ashford, 9 maart 1948) is een Britse rockzanger, gitarist en componist.

## Carrière
Thompson groeide op in Nieuw-Zeeland en werd in 1971 professioneel zanger. In 1975 werd hij de zanger van Manfred Mann’s Earth Band en had hij met songs als Blinded by the Light, Davy's on the Road Again en Mighty Quinn wereldwijde top 10-klasseringen. De door Bruce Springsteen gecomponeerde song Blinded by the Light haalde in 1977 de toppositie in de Billboard Hot 100, wat welbeschouwd het grootste succes was van Thompson en de Manfred Mann's Earth Band. Van 1979 tot 1982 was hij bij de band Night, daarna keerde hij terug naar de Earth Band en bracht hij in 1983 zijn eerste soloalbum uit. Het tweede album produceerde hij in 1985 met Brian May, die op de albumcover werd vermeld met feat. Brian May. Verbintenissen bij Mike Oldfield (Runaway Son, See the Light), The Alan Parsons Project (Turn it Up, Back Against the Wall), Sarah Brightman, Leslie Mandoki en verschillende film- en reclameproducties volgden. Als songwriter had Thompson successen als co-auteur met onder andere de tophit You're the Voice (1986) van John Farnham. Met The Challenge (Face It) kon Thompson in 1989 ook een eigen hit scoren. De voor het Wimbledon Championship gecomponeerde song stond drie weken in de Duitse Top 10 (#5). De opname werd geproduceerd door Harold Faltermeyer. De navolgende single Take Me To Heaven behaalde slechts een lage klassering (#74).
In 1978 was hij als zanger in de rol van Voice of Humanity betrokken bij Jeff Wayne's versie van H.G. Wells roman War of the Worlds. Hij zong de afsluiting van de 1e act Thunder Child.
In april 2006 werd War of the Worlds op de Britse podia live opgevoerd met medewerking van Chris Thompson. Verdere shows werden in dit jaar opgevoerd in Australië en het Verenigd Koninkrijk.
Hij werkte onder andere mee met Doro Pesch aan een cd, die werd ingespeeld ter financiering van het eigen verenigingsmuseum van Borussia Dortmund.

## Discografie

### Singles
- 1978: Thunderchild (uit Jeff Wayne's musical War of the Worlds)
- 1979: Hot Summer Nights (met Night)
- 1979: If You Remember Me (met Dave Grusin)
- 1979: If You Remember Me (met Night)
- 1981: Dr. Rock (met Night)
- 1981:	Love On The Airwaves (met Night)
- 1983: Do What You Wanna Do
- 1983:	All the Right Moves (met Jennifer Warnes)
- 1984: Bye Bye Love
- 1985: Lies
- 1985: Push & Shove (met Hazel O'Connor; ontstaan voor Greenpeace)
- 1986: Love and Loneliness
- 1986: What a Woman Wants
- 1989: Lullaby for Grownups (Good Night) (met SOS United)
- 1989: Seeds of Life
- 1989: Take Me to Heaven
- 1989:	The Challenge
- 1991: Beat of Love
- 1991: Jolly Joker
- 1991: The Beat of Love (Promo; verschillende versies voor de navolgende cd - single
- 1991: Tower of Love
- 1994, 1996: Florida Lady (titelsong voor de ZDF-serie)
- 1994: Blinded by the Light
- 1996: How Can Heaven Love Me (met Sarah Brightman)
- 2015: I Look at You (met Leonore Bartsch; titelsong van de ARD-speelfilm Der Kotzbrocken)

### Studio-albums
- 1979:	Night (met Night)
- 1980: Long Distance (met Night)
- 1983: Out of the Night
- 1985: Radio Voices
- 1986: Hi Cost of Living
- 1989: Beat of Love
- 1999: Backtrack
- 2001: Won't Lie Down
- 2005: Timeline
- 2006: If You Remember Me (Very Best Of)
- 2008: Live
- 2011: Acoustic
- 2011: Berlin Live & The Aschaffenburg Remains Live At The Colos-Saal
- 2012: Do nothing till you hear from me
- 2014: Toys & Dishes
- 2015: Jukebox - The Ultimate Collection 1975-2015

### DVD's
Chris Thompson & Mads Eriksen Band
- 2006: One Hot Night In The Cold - Live At The Private Music Club

Manfred Mann's Earth Band
- 2006: Unearthed — The Best of 1973-2005
- 2007: In Europe -  Budapest 1983
- 2007: Live in Budapest
- 2008: Watch The DVD

### Verdere albums
Manfred Mann's Earth Band
- 1976: The Roaring Silence
- 1978: Watch
- 1979: Angel Station
- 1980: Chance
- 1982: Somewhere in Afrika
- 1983: Live in Budapest
- 1986: Criminal Tango
- 1996: Soft Vengeance
- 2001: Mann Alive
- 2004: 2006

Jeff Wayne
- 1978: Jeff Wayne's Musical Version Of The War Of The Worlds
- 1980: Jeff Wayne's Musik Version von der Krieg der Welten
- 1992: Jeff Wayne's Musical Version Of Spartacus

Don Airey
- 1978: K2 - Tales Of Triumph & Tragedy

Peter Maffay/Tabaluga
- 1988: Tabaluga and the Magic Jadestone Engelse versie van het tweede conceptalbum Tabaluga und das leuchtende Schweigen

Mike Oldfield
- 1989: Earth Moving

SOS United
- 1989: Lullaby for Grownups

Farfarello
- 1990: Saravah (zang bij Sea of Emotion)

Brian May
- 1992: Back to the Light (zang in Rollin' Over)

Alan Parsons
- 1993: Try Anything Once
- 1994: Alan Parsons Live

SAS Band
- 1997: SAS Band
- 2001: The Show

Mads Eriksen
- 2001: Redhanded
- 2004: Rediscovery

Leslie Mandoki
- 2002: Soulmates
- 2003: Jazz Cuts
- 2004: Soulmates Allstars "Legends of Rock"
- 2013: BudaBest

Michael Ernst (feat. Alan Parsons & Chris Thompson)
- 2004: Excalibur

Siggi Schwarz & The Rock Legends
- 2005: Woodstock
- 2005: Live im Ulmer Zelt
- 2006: Motown Classics

Night of the Proms
- 2005: Vol. 12 - 2005 (met Manfred Mann)

- Bibsys: 4011622
- Biblioteca Nacional de España: XX1744932
- Gemeinsame Normdatei: 134539362
- International Standard Name Identifier: 0000 0000 8959 7982
- Library of Congress Control Number: n91093306
- MusicBrainz: e5fcfcb6-45d2-438a-90f6-9fa9f7784697
- Nationale Bibliotheek van Israël: 987009827540905171
- Virtual International Authority File: 31179389
- WorldCat: E39PBJrmdd7T8bX7pBfdWvqqQq